# Comuna Vilne, Orihiv
Vilne (în ucraineană Вільне) este o comună în raionul Orihiv, regiunea Zaporijjea, Ucraina, formată din satele Olenivka, Tarasivka și Vilne (reședința).

## Demografie
Componența lingvistică a comunei Vilne
     Ucraineană (86,38%)
     Rusă (12,93%)
     Alte limbi (0,54%)
Conform recensământului din 2001, majoritatea populației comunei Vilne era vorbitoare de ucraineană (86,38%), existând în minoritate și vorbitori de rusă (12,93%).